# Buddhistické texty
Buddhistické texty se dají roztřídit mnohými způsoby, avšak asi nejzákladnější rozdělení je na kanonické a nekanonické. Kanonické texty jsou trojího typu:
1. Buddhovy promluvy (v sanskrtu sútra; v páli sutta)
2. Mnišská pravidla (sa. i p. vinaja)
3. Výkladové komentáře k nauce (sa. abhidharma; p. abhidhamma)

Nekanonické texty jsou již od raných dob buddhismu významnou součástí buddhistických textů. Příkladem nekanonického textu může být Milindapaňha či Otázky Milindovy, i když se někdy uvádí jako součást některého z kánonů buddhistických škol.